# Université Marian
L'université Marian (en anglais : Marian University) est une université privée américaine située à Fond du Lac dans le Wisconsin.

## Historique
Fondé le 8 septembre 1936 par la congrégation des Sœurs de Sainte Agnès, le Marian College of Fond du Lac porte son nom actuel depuis le 1er mai 2008.

## Galerie

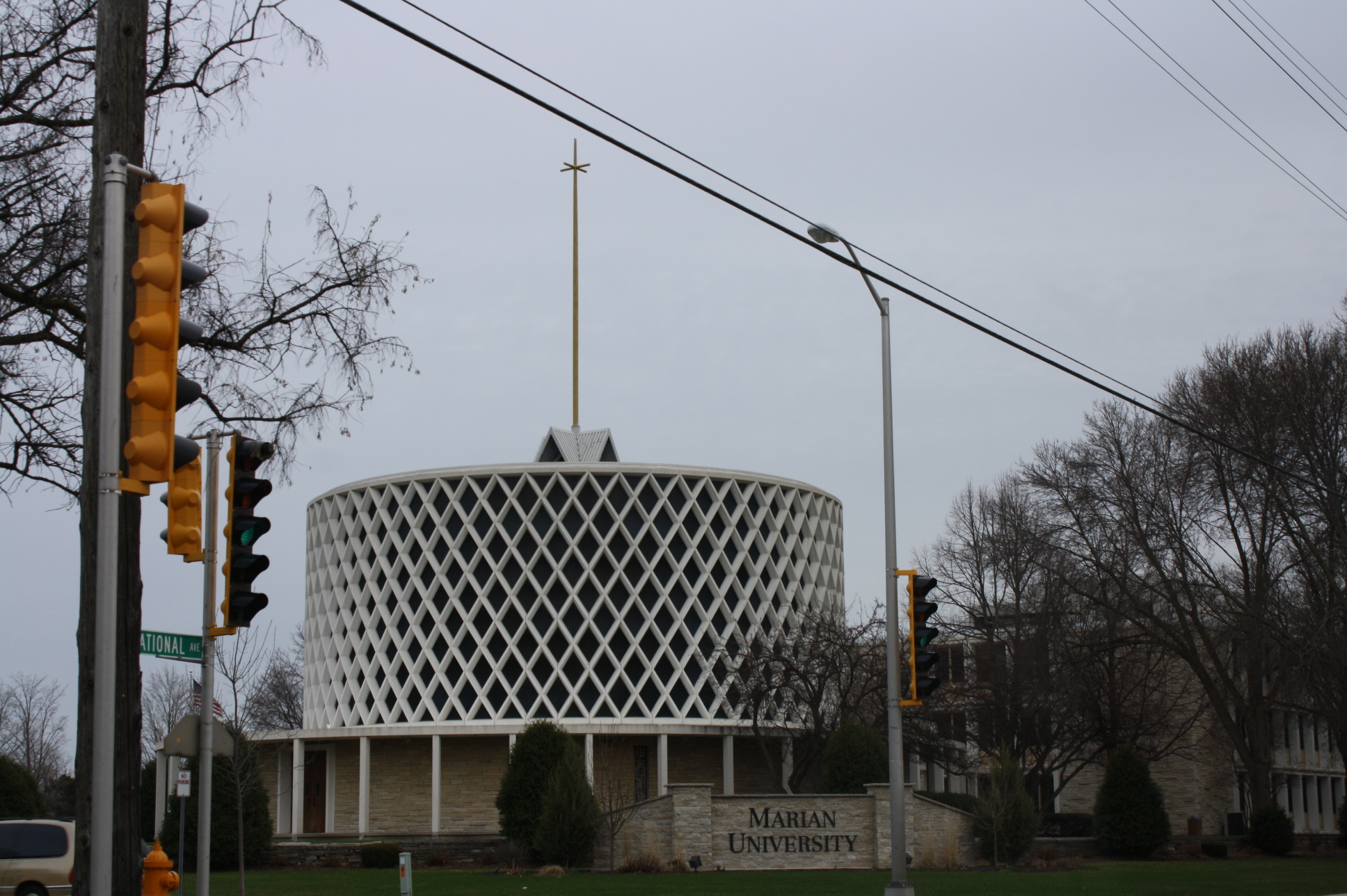
Chapelle Dorcas.
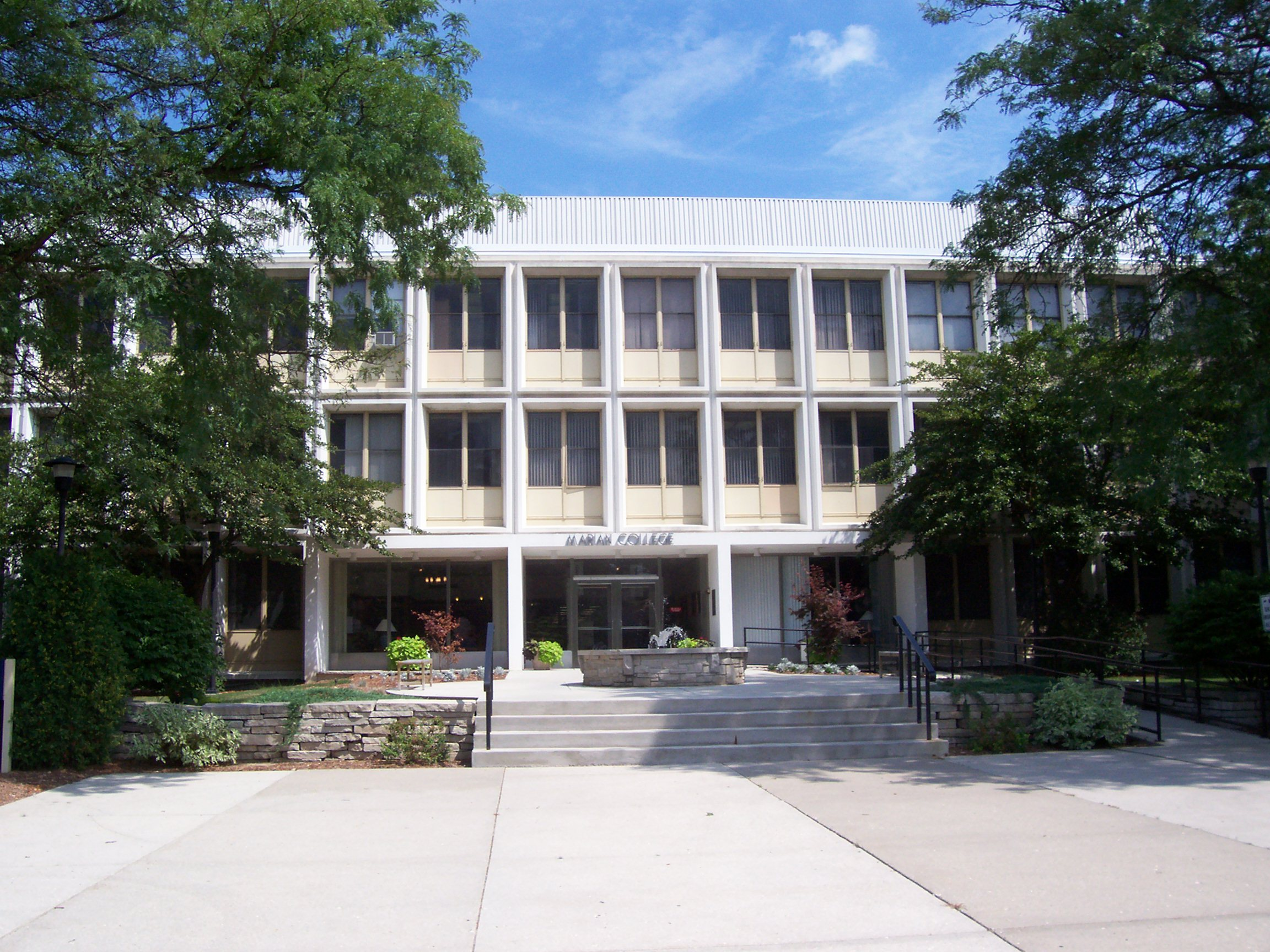
L'un des bâtiments de l'université Marian.

## Source
- (en) Cet article est partiellement ou en totalité issu de l’article de Wikipédia en anglais intitulé « Marian University (Wisconsin) » (voir la liste des auteurs).